# بشار (الجزائر)
بشار هي مدينة جزائرية ومركز بلدية تابعة إقليميا لولاية بشار. كانت تسمى كولومب بشار (بالفرنسية: Colomb-Béchar)‏ أثناء فترة الاحتلال الفرنسي للجزائر.
تُعد بشار عاصمة لمنطقة الساورة ومركز للناحية العسكرية الثالثة، يبلغ عدد سكانها 171.724 نسمة. تبعد المدينة بـ 950 كم عن الجزائر العاصمة ناحية الجنوب الغربي و 852 كم شمال شرق مدينة تندوف الحدودية، تموضعها على بعد أقل من 85 كم جنوب الحدود المغربية وإشرافها على أغلب طرق المواصلات بالجنوب الغربي للبلاد جعلها ذات موقع جد حساس.
كانت بشار بلدة صغيرة قبل العثور على الفحم بها عام 1907، لكنها ازدهرت نتيجة نشاط مناجمها وذلك حتى ظهور النفط واستيلائه على السوق. لا تُستغل احتياطيات الفحم الحجري المتواجدة بالمنطقة حاليا وذلك نظراً لارتفاع تكاليف النقل.
اشتهرت المدينة كذلك بصناعة الجلود والمجوهرات وإنتاج التمور والخضروات والتين والحبوب واللوز بالضواحي.
يوجد بالقرب من بشار مرسل الموجات الطويلة بالقنادسة ويمثل أطول مبنى في الجزائر.

## أصل التسمية
هناك تسميتان للمدينة كل واحدة لها رواية:
- الأولى بشار تقول أن اسمها مشتق من كلمة البشار أي حامل البشارة، وذلك أن عبد الملك السلطان التركي بعث بمستكشفين من شمال الوطن إلى الصحراء للبحث عن مصادر جديدة للمياه، وصل أحدهم إلى الساورة واكتشف ينابيع المياه، وعاد بالبشارة إلى السلطان التركي، ومن تم كثر الحديث عن البشار الذي رجع بالأخبار السعيدة، فعرفت هذه المنطقة منذ ذلك الزمن بتسمية «بشار».[3]
- الثانية كولومب بشار تقول أنها عرفت بتلك التسمية نسبة إلى النقيب الفرنسي دو كولومب الذي دخلها عام 1857 حيث تمركزت جيوشه بالمنطقة وأضيف اسمه إلى اسم المدينة ليصبح «كولومب بشار» وأطلق هذا الاسم على المدينة طوال فترة الاستعمار الفرنسي وأعيدت التسمية الأصلية بشار مع مطلع الاستقلال.[3]

## الجغرافيا

### الموقع

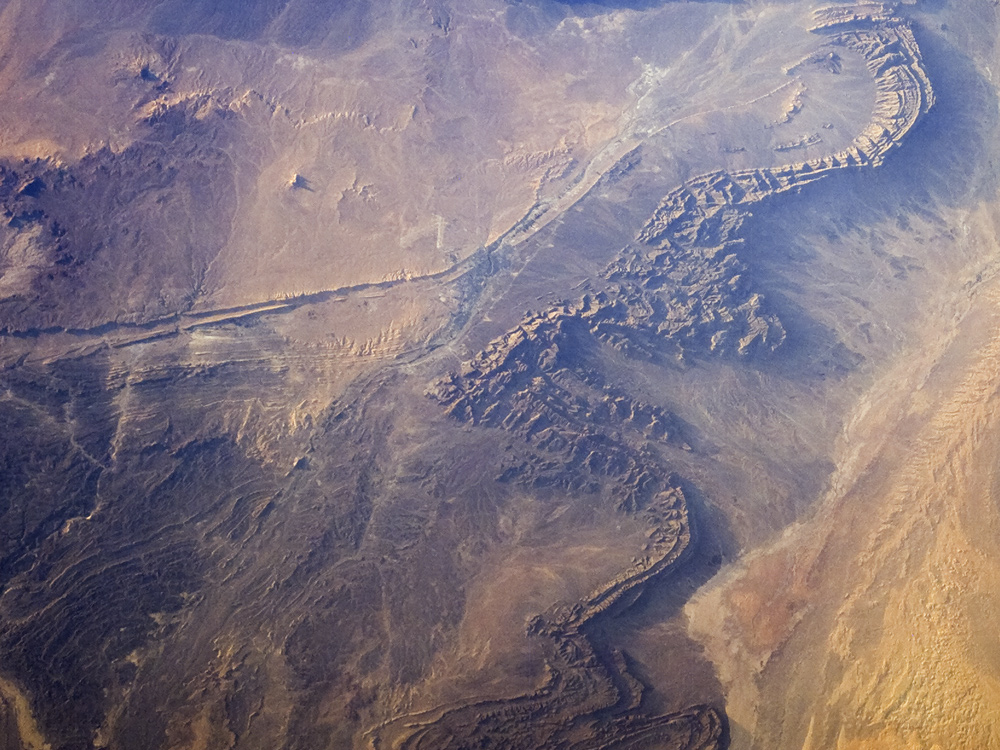
صورة جوية تظهر سلسلة الجبال المحيطة بمدينة بشار

يحد مدينة بشار من الشرق سلسلة جبال الأطلس الصحراوي والتي تضم جبل عنتر (أعلى قمة جبلية بالولاية والذي يبلغ ارتفاعه 1953 م) المشرف مباشرة على المدينة.
يحد المدينة كذلك من الغرب مطار بشار ومدينة القنادسة أما من الشمال والجنوب فيحد المدينة كل من واحة واكدة والحمادة على التوالي.

### المناخ
| البيانات المناخية لـبشار                                | البيانات المناخية لـبشار | البيانات المناخية لـبشار | البيانات المناخية لـبشار | البيانات المناخية لـبشار | البيانات المناخية لـبشار | البيانات المناخية لـبشار | البيانات المناخية لـبشار | البيانات المناخية لـبشار | البيانات المناخية لـبشار | البيانات المناخية لـبشار | البيانات المناخية لـبشار | البيانات المناخية لـبشار | البيانات المناخية لـبشار |
| الشهر                                                   | يناير                    | فبراير                   | مارس                     | أبريل                    | مايو                     | يونيو                    | يوليو                    | أغسطس                    | سبتمبر                   | أكتوبر                   | نوفمبر                   | ديسمبر                   | المعدل السنوي            |
| ------------------------------------------------------- | ------------------------ | ------------------------ | ------------------------ | ------------------------ | ------------------------ | ------------------------ | ------------------------ | ------------------------ | ------------------------ | ------------------------ | ------------------------ | ------------------------ | ------------------------ |
| متوسط درجة الحرارة الكبرى °ف                            | 60.6                     | 65.8                     | 72.3                     | 79.2                     | 87.1                     | 97.7                     | 104.2                    | 102.6                    | 93.6                     | 81.5                     | 69.6                     | 63                       | 81.4                     |
| متوسط درجة الحرارة الصغرى °ف                            | 38.3                     | 43                       | 49.6                     | 56.7                     | 64.9                     | 74.3                     | 80.4                     | 79.7                     | 71.4                     | 60.1                     | 48.6                     | 40.6                     | 59.0                     |
| الهطول إنش                                              | 0.04                     | 0.03                     | 0.03                     | 0.03                     | 0.02                     | 0.02                     | 0.00                     | 0.01                     | 0.03                     | 0.04                     | 0.05                     | 0.03                     | 0.33                     |
| متوسط درجة الحرارة الكبرى °م                            | 15.9                     | 18.8                     | 22.4                     | 26.2                     | 30.6                     | 36.5                     | 40.1                     | 39.2                     | 34.2                     | 27.5                     | 20.9                     | 17                       | 27.4                     |
| متوسط درجة الحرارة الصغرى °م                            | 3.5                      | 6                        | 9.8                      | 13.7                     | 18.3                     | 23.5                     | 26.9                     | 26.5                     | 21.9                     | 15.6                     | 9.2                      | 4.8                      | 15.0                     |
| الهطول مم                                               | 0.9                      | 0.85                     | 0.88                     | 0.75                     | 0.53                     | 0.5                      | 0.07                     | 0.2                      | 0.74                     | 1.06                     | 1.36                     | 0.82                     | 8.66                     |
| المصدر: المنظمة العالمية للأرصاد الجوية (الأمم المتحدة) |                          |                          |                          |                          |                          |                          |                          |                          |                          |                          |                          |                          |                          |

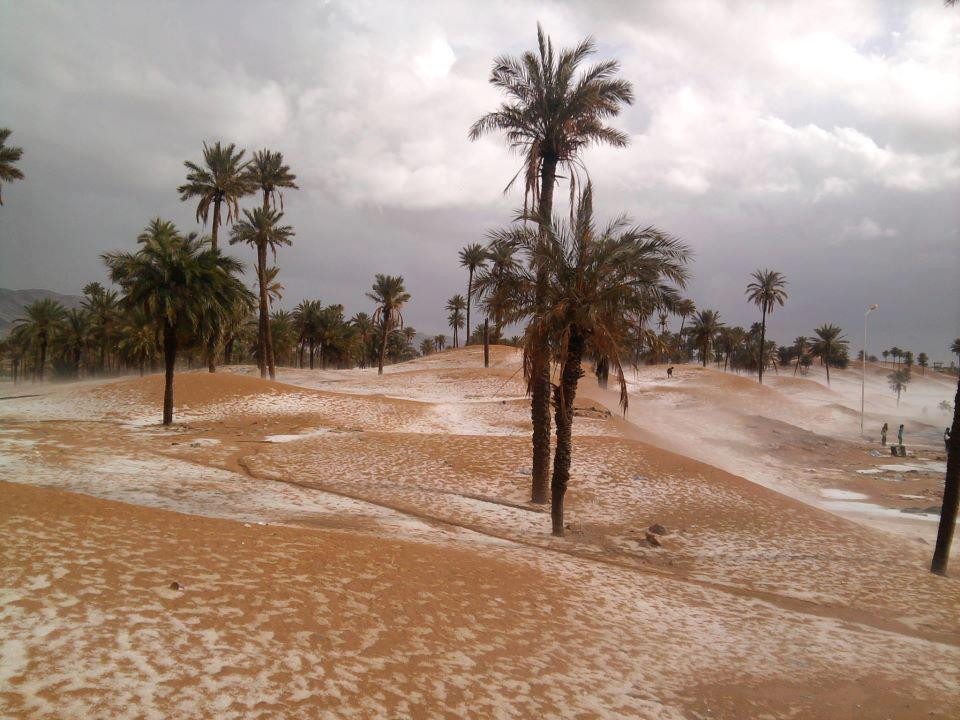
تساقط الثلوج على واحة قوراي بمدينة بشار

تتمتع مدينة بشار بمناخ قاري حار صيفاً بارد شتاءً مع نسب متذبذبة للتساقط من فصل إلى آخر لكنها تشهد في بعض الأحيان تساقطات غزيرة للأمطار تؤدي غالباً إلى فيضان واد بشار الذي يمر بوسط المدينة.
تشهد المدينة على الرغم من كونها صحراوية موجات برد وتساقطات للثلوج قد تدوم لأيام خصوصاً بالمرتفعات كجبل عنتر.

### التجمعات السكانية للمدينة
في عام 1984، رصد ببشار التجمعات السكانية التالية:
- بشار مركز
- القصر القديم
- الدبدابة
- بشار الجديد (بيداندو)
- واكدة
- بن زيرق
- حاسي هواري
- زوزفانة
- غراسة
- منورار النخيلة

## التاريخ

### الإشكال التاريخي
نشأت مشكلة الحدود الجنوبية بين المغرب والجزائر عام 1950 عندما ضمت سلطات الاستعمار الفرنسي رسميا منطقتي تندوف وبشار إلى الأراضي الجزائرية، في حين بدأ المغرب مطالبات استرجاع السيادة على هذه المناطق، بالإضافة للأراضي التي كانت تابعة للمغرب التاريخي بعد استقلاله عام 1956.[بحاجة لمصدر] لم تلتفت باريس إلى المطالب المغربية، وبادرت عام 1957 بإقرار منظومة إدارية جديدة للصحراء، واقترحت على المغرب بدء مفاوضات لحل الإشكال الحدودي القاضي بإرجاع تلك المناطق إلى المغرب".[بحاجة لمصدر] عرضت فرنسا على المغرب استعادة بسط سيطرته على المناطق التي يطالب بها شريطة أن تأسيس شركة فرنسية مغربية (المنظمة المشتركة للمناطق الصحراوية) المكلفة باستغلال الموارد المنجمية المكتشفة حديثا في الصحراء ووقف دعم الثورة الجزائرية،[بحاجة لمصدر] لكن الملك محمد الخامس رفض العرض الفرنسي، مؤكدا أن المشكل الحدودي سيحل مع السلطات الجزائرية بعد استقلال الجزائر عن فرنسا.[بحاجة لمصدر] ووقعت الرباط يوم 6 يوليو 1961 اتفاقا مع فرحات عباس،[بحاجة لمصدر] رئيس الحكومة المؤقتة للجمهورية الجزائرية، يعترف بوجود مشكل حدودي بين البلدين،[بحاجة لمصدر] وينص على ضرورة بدء المفاوضات لحله مباشرة عند استقلال الجزائر. كانت فرنسا تريد من وراء مقترحها وقف دعم المغرب المستمر للثورة الجزائرية، حيث كان يستضيف قادة الثورة وخاصة بمدينة وجدة شرق البلاد، كما كانت الرباط توفر إمدادات السلاح للثوار، وهو ما كان يقض مضجع الاحتلال الفرنسي.[بحاجة لمصدر]
وبعد أن نجح ثوار الجزائر في طرد الاحتلال الفرنسي وإعلان استقلال البلاد عام 1962، بادر أحمد بن بلة، أول رئيس للجزائر، لتأكيد على أن التراب الجزائري جزء لا يتجزأ. ورفض بن بلة وجيش التحرير الوطني الجزائري فكرة كل تفاوض حول التنازل عن أي أرض «حررت بدماء الشهداء» للمغرب، وبعد الاستقلال رفضوا الاعتراف بأي مطالب للمغرب حول الحقوق التاريخية والسياسية للمغرب رغم أن جبهة التحرير الجزائرية قبل استقلال الجزائر أقرت في اتفاق رسمي مع المغرب وجود مشاكل حدودية بسبب فرنسا[بحاجة لمصدر]. فقد رأوا في المطالب المغربية تدخلا في الشؤون الداخلية وضغوطا في وقت خرجت الجزائر مرهقة من سبع سنوات حرب.

### التاريخ المبكر
مرَّ تاريخ بشار بعدة مراحل يمكن تقسيمها على حسب السكان إلى:
اكتشاف بشار: خلال القرن التاسع للهجرة بعث السلطان التركي رسلاً إلى الصحراء الكبرى التي كان يرغب في ضمها إلى سلطانه وحثهم على إحصاء كل ما هو مهم خصوصاً مصادر المياه ووعد من يأتي بأحسن الأخبار بالإعفاء مستقبلاً من الضريبة وخدمة الجيش بالإضافة إلى مبلغ مغري من المال يجعله في مأمن من الفقر.
لم يعد أغلب الرسل لأن معضمهم هلك بسبب العطش أو الجوع في حين اكتشف بعضهم أحجار ومعادن نادرة والبعض الآخر منابع مياه لكن مياه غير عذبة ولم يحالف الحظ إلا واحداً منهم وقد طلب من السلطان الدخول عليه في مجلسه فلما قابله قدم إليه قربة من جلد المعز بها ماء عذب صافي. تفاجئ الملك بالاكتشاف الهام وقام بتقديم هدية كبيرة مستحقة للرسول المكتشف وأطلق عليه تسمية البشار نظراً للبشارة التي جاء بها وأطلق الاسم كذلك على المنطقة التي اكتشف فيها الماء.

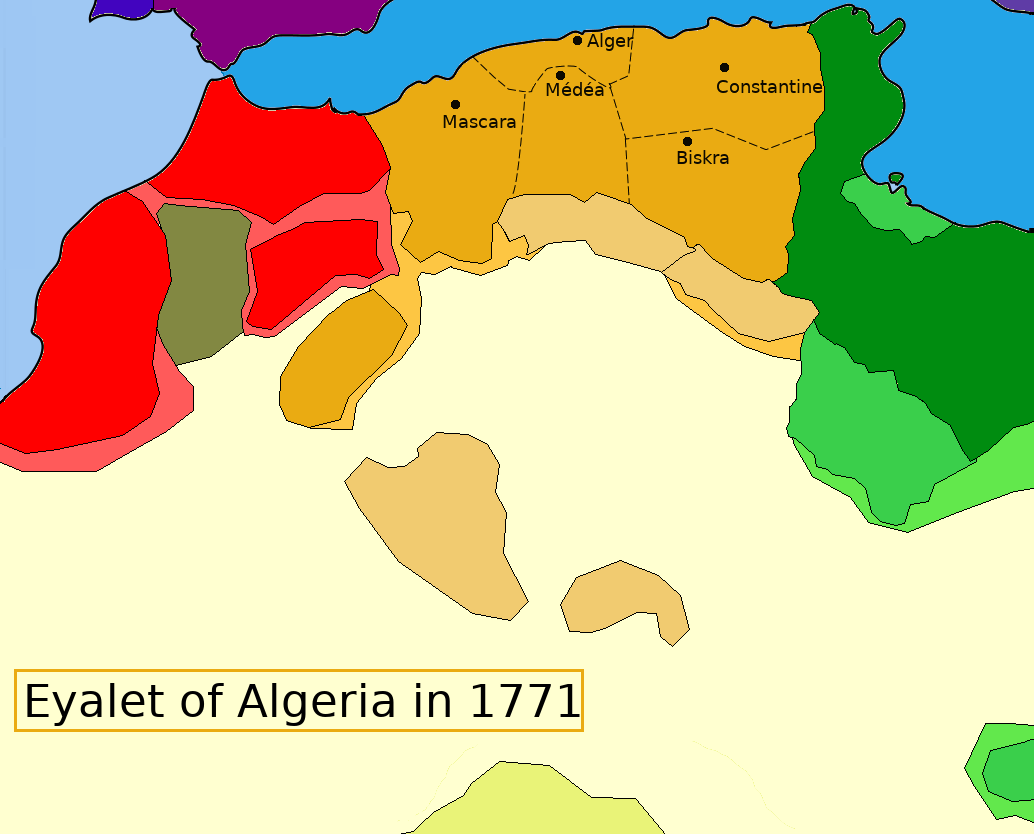
إيالة الجزائر حوالي العام 1771

قصر أولاد نصير: اختار السلطان قبيلة أولاد نصير لتعمير هذه المنطقة، سرعان ما وصل هؤلاء السكان الجدد إلى ثراء كبير نتيجة المحصول الجيد للزراعة والذي أضاف إليه الصيد الشيء الكثير فالبلاد كانت عامرة بالنعام والغزلان والظباء. اشتغل بعض أولاد نصير بالزراعة أساساً في حين اشتغل الباقون في تربية المواشي بالمراعي المحيطة وبواد قير. جلب هذا النمو والازدهار إلى المنطقة سكان جدد عاشوا رفقة أولاد نصير.
تقول الأسطورة: «في أحد الأيام لما كان جميع القوم في واد قير كان هناك شيخ يجلس في الظل وهو يسند ظهره إلى جدع شجرة كبيرة فشاهد فأرة تذهب وترجع أمامه في كل مرة تحمل أحد أبنائها وتصعد به إلى أعلى الشجرة، شخص بصره وعلم أن الله يحدره بهذا المشهد من أن كارثة ستحدث وأنه هو وقومه يجب أن يغادروا مجرى الوادي إلى المناطق المرتفعة المجاورة. لم يماطل الشيخ برهة بل أسرع وأخبر الجماعة بما شاهد واستنتج لكنهم قابلوا تحديره بالاستهزاء والسخرية وحتى الإتهام بالجنون وضحكوا عليه. التجأ الشيخ رفقة زوجته وأولاده الصغار إلى الحمادة بمنطقة بوعلالة. ما هو إلا أن وصل حتى جاء الوادي في موجة عاتية أخذت كل من كذب نبوئة الشيخ ولم يبقى أي نفر من القوم أو أثر لماشيتهم فكانت كارثة حقيقية.»
عندما حلّ الهدوء من جديد قصد الشيخ بشار ليخبرهم بالكارثة فقال:«لقد جاء الواد واقتلع كل شيء، إخواننا ماتوا ولم نعد نملك أي حيوان. لقد عاقبنا الله» القلة الناجون من أولاد نصير قرروا الرحيل عن المنطقة تجاه الغرب ليستقروا بضواحي فاس حيث لا تزال ذريتهم موجودة حتى اليوم (1930).
قصر زكور: عندما بلغ خبر هجران بشار من سكانها طلب متطوعين لعمارتها واستكمال ما بدأه أولاد نصير لكن طلبه لم يلاقِ إلا الرفض لأن الجميع كان خائف من الهلاك هناك بنفس طريقة. أمام هذا الوضع قرر السلطان تكوين مستوطنة اسمها عبدة مكونة من العبيد (كانوا ذوي بشرة بيضاء)، أعطاهم الأموال والمواشي ووعدهم ببناء مساكن وهو ماتم فعلاً بتأسيس قصر زكور (المطلة). عاشت عبدة مدة 66 سنة على الزراعة وحدها حتى بدأ بعض سكان التل يستقرون بالمنطقة فاستغلوهم كعبيد، أدى تزايد أعداد الوافدين الجدد إلى خوف عبدة منهم فقرروا بناء قصر جديد لهم والذي سمي زكاكور (زكور الصغير)

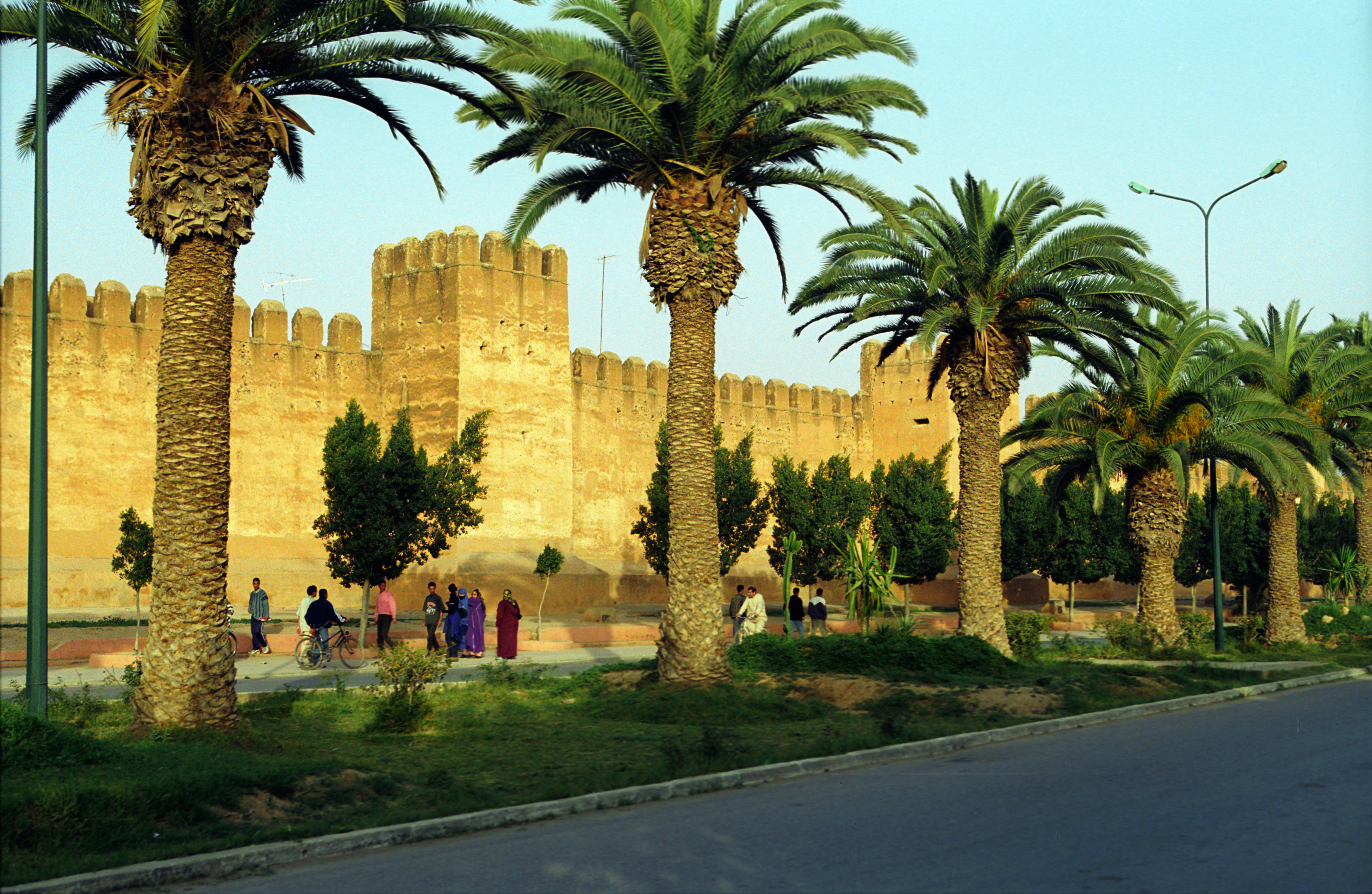
قصر السلطان لكحل ملك السعديين بتارودانت بجنوب المغرب

السلطان لكحل سلطان تافيلالت والغرب علم بوجود الماء العذب بوفرة في بشار بالإضافة إلى قطعان المواشي الكبيرة التي تعيش على المراعي الغنية للمنطقة وأن المنطقة بفضل خصوبة أراضيها يمكن أن تستغل في زراعة القمح فقرر الاستيلاء على قصر زكور فحاصر القلعة المحصنة وقطع جميع
السواقي وحطم بطريقة منهجية جميع أراضيهم. استمر حصار زكور سنة كاملة دون أن يجد سكانه منفداً، اجتمعت جماعة قصر زكور للنقاش وقد أفنى الجوع بعضهم وأنهك الباقين منهم فقال أحد الشيوخ:«لم يتبقى معنا إلا 5 أو 6 كيلغرام من القمح وفرس ولقد استخرت الله وقد أرشدني إلى أن نطعم الفرس كل ما تبقى معنا من قمح ثم نطلقها نحو معسكر السلطان لكحل.».
ألقى رجال السلطان لكحل القبض على الفرس وذبحوها وكانت المفاجئة عندما وجدوا كرشها مملوئة بالقمح. عندما أخبر بذلك قال السلطان لكحل ما يلي:«لم يعد لدينا ما نفعله هنا، بعد كل هذا الحصار والتدمير الذي ألحقناه بهم لا يزال لديهم إمكانية إطعام دوابهم بالقمح» بعد رفع الحصار قرر عبدة الهجرة نحو وادي درعة.
قصر البيض: خلفت قبيلة آيت عطا البربرية عبدة في عمارة بشار وأسسوا قصر البيض ولكونهم من الرعات اشتغلوا بتربية الماشية وحفروا ساقية كبيرة أصلها في منتصف الطريق إلى واكدة وصولاً حتى بشار. قام آيت عطا بزراعة النخيل الذي جلبوه من تافيلالت على جوانب هذه الساقية.
أدى الجفاف المستمر بآيت عطا إلى هجران المنطقة والتي بقية كذلك عدة سنوات، جاء بعدها بني أمحمد والسباغ الأعرابيتين بماشيتهم من وادي درعة ليستقروا بالمنطقة لكن بقائهم لم يدم طويلاً.
سيدي أمحمد بن أبي زيان: بعد ذلك يأتي سيدي أمحمد بن أبي زيان من كرزاز وكان رجل علم وزهد ليستقر بالمنطقة التي اعتبرها غنية فقام بغرس النخيل فيها وإصلاح الحواجز المائية وحفر آبار جديدة ليجعل بذلك من بشار سهل أخضر بمعنى الكلمة.
سبب الغنانمة (قبيلة محاربة من وادي درعة استقرت بوادي الساورة) مشاكل بهجوماتهم المتكررة على بشار كما باقي واحات منطقة الساورة (بني عباس، تاغيت...).
بعد الشكوى التي قدمها العبابسة وسكان بني كومي (تاغيت) ضد الغنانمة، قدم ذوي منيع بأمر سلطاني من أجل محاربتهم وإجلائهم ولما رأى سيدي أمحمد بن أبي زيان ذلك طلب منهم المجيئ لحمايته مقابل ثلث أراضيه.
لم يدم هذا الاتفاق طويلاً ليبدأ ذوي محاولة السيطرة على كامل الأراضي وهو ما دفع بسيدي أمحمد بن أبي زيان بالهجرة إلى بلاد أجداده القنادسة أين أنشأ زاوية واستصلح الأراضي.
معركة رجم كعام: كون ذوي منيع بدو يرتحلون بواد قير يجعلهم بعيدين أغلب الوقت عن أراضيهم ببشار وهو ما أتاح المجال للغنانمة للإغارة عليها وإتلاف محاصيلها، الأمر الذي دفع بذوي منيع إلى محاربتهم ووقعت أكبر المعارك في مكان بين قلب العودة وقلتة أحمد بن صالح ويعرف منذ ذلك اليوم برجم كعام حيث قَتَلَ الشيخ عيسى قائد ذوي منيع كعام قائد الغنانمة لتنتهي المعركة بانسحاب الغنانمة بصفة نهائية ناحية وادي الساورة.
قصر بشار بعد وفاة سيدي أمحمد بن أبي زيان قام خلفائه الذين اهتموا أكثر بالمظاهر والأبهة بزيادة النفقات ما دفعهم إلى بيع أراضيهم ببشار لأولاد جرير ثم بعد ذلك بقليل أنشأ قصر بشار الحالي والذي سكنه خدام زاوية القنادسة القدامى.
شهدت المدينة خلال نهاية القرن التاسع عشر إحدى أكبر فيضانات وادي بشار والتي يسميها السكان المحليون الواد لكحل.

### التاريخ المعاصر

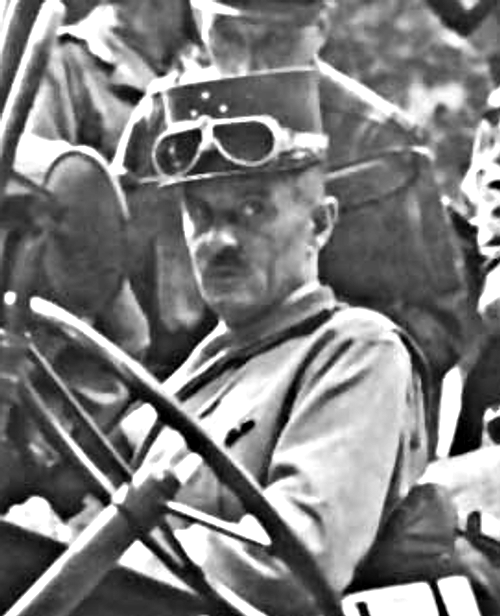
الجنرال لوكلير في فرنسا عام 1944

في عام 1902 وخلال الخقبة الاستعمارية أصبح اسم المدينة كولومب-بشار حيث كانت تشكل جزء من الأقاليم الجنوبية (تقسيم الجزائر الفرنسية بين 1902 و1957). في عام 1958 أصبحت جزءا من مقاطعة الساورة. بعد الاستقلال استعادة اسم بشار.
من أجل تأمين الحدود بين الجزائر والمغرب (بؤرة التوتر المستمر) قام الجنرال لوي هوبير گونزالف ليوطي بإنشاء مراكز جديدة للأمن من أجل سلامة المنطقة المهددة بشكل منتظم من قبل غارات القبائل المعادية للاستيطان الفرنسي (بقايا ثورة بوعمامة والبدو الرحل مثل ذوي منيع وأولاد جرير). هكذا أسس خط من المراكز تقع بدءا من جنوب بشار على طول الأراضي غير المحددة في معاهدة للا مغنية. احتل في عام 1903 قصر بشار ليسميه كولومب ثم يقوم بإدماجه في الأقاليم الفرنسية بالجزائر فيما بعد.
خلال الحرب العالمية الثانية أنشأ معسكر اعتقال فيشي في كولومب بشار، حيث وضع تحت الأعمال الشاقة سجناء جمهوريين إسبان وشيوعيين فرنسيين...إلخ
إنشاء الجيش الفرنسي قاعدة عسكرية لإطلاق الصواريخ وصواريخ السبر تسمى المركز المشترك لاختبار المعدات الخاصة بتاريخ 24 أفريل 1947. استخدم بعد استقلال الجزائر حتى عام 1967 وذلك وفقا لأحكام اتفاقيات إيفيان بين فرنسا والجزائر.
بالقرب من بشار توفي الجنرال لوكلير في 28 نوفمبر 1947 وذلك في تحطم قاذفة القنابل ميتشل B-25 أثناء عاصفة رملية خلال جولة تفقدية. افترض أن الآلة سقطت في حالة من الفوضى بسبب وجود مشكلة بالمحور، الارتفاع المنخفض حال دون أي تدارك للموقف (قبل ذلك بعام شهدت الطائرة نفس المشكلة في مصر ولكن الطيار كان لديه الوقت لاستعادة السيطرة). توفي ركاب الطائرة الثلاثة عشرة على الفور.
أصبحت بلدية كاملة النشاط منذ 12 ديسمبر 1958.
27 مارس 1960 استشهاد العقيد لطفي قائد الولاية الخامسة بجبل بشار (20كم) جنوب مدينة بشار.
في عام 1963 وبعد استقلال الجزائر ادعى المغرب أحقيته في محافظات بشار وتندوف لكن دون جدوى فقد رفض بن بلة وجيش التحرير الوطني الجزائري فكرة كل تفاوض حول التنازل عن أي أرض «حررت بدماء الشهداء» للمغرب، وبعد الاستقلال رفضوا الاعتراف بأي مطالب للمغرب حول ما يعتبره حقوقه التاريخية والسياسية. فهم يرون في المطالب المغربية تدخل وضغوط في وقت خرجت الجزائر مرهقة من سبع سنوات حرب وهو ما تسبب في اندلاع حرب الرمال بين البلدين.

## الديموغرافيا والسكان واللغة

### السكان
ينقسم سكان بشار التاريخية أي سكان قصر بشار (قبل الاستعمار الفرنسي) إلى أربع عائلات كبيرة مندمجة فيما بينها ومع قبائل بربرية من موغل ولحمر وبوكايس وتاغيت والعائلات هي:
- أولاد الحيرش.
- أولاد العياد.
- أولاد عدي.
- أولخداد شريف أصلهم من توات.

بعد التدخل الفرنسي عام 1903 بدأت هجرة يهود تافيلالت نحو بشار حيث قاموا بتشكيل مجتمع منعزل (لا يتزاوجون إلا فيما بينهم) ضمن قسم خاص بهم في المدينة الحديثة التي بدأت تتشكل آنذاك وسكنها إلى جانبهم عائلات إسبانية وفرنسية وعربية، هذا المجتمع بقى كذلك حتى إنشاء دولة إسرائيل عام 1948 أين توجه أغلبهم إليها في حين عاد البعض منهم إلى المغرب والبعض بقي حتى الاستقلال وتوجه أغلبه إلى فرنسا ونذكر من العائلات اليهودية التي سكنت المدينة بو حصيرة، أبوكراط، أسيراف، أزولاي، بنحموا، بن إطاح، دحان، صبان (هناك حي يحمل حتى اليوم هذا الاسم-الصبان-)، ترجمان، زنو....
فرضت القوات الفرنسية تضييق على تحركات البدو الرحل ما اضطر أغلب الرحل للاستقرار ليشكلوا بذلك كتلة السكان الأكبر فكان استقرار جزء كبير من ذوي منيع ببيداندو والباقي بالعبادلة في حين استقر أولاد جرير بالدبدابة. أما سكان قصور المنطقة الذين قدموا إلى المدينة فسكنوا في بشار مركز والدبدابة وكان أغلبهم من القنادسة وبني عباس وعين الصفراء والبيض.
بعد الاستقلال أصبحت بشار إحدى أكبر المدن في الجزائر وذلك كونها مركز للناحية العسكرية الثالثة ونتيجة لذلك استقطبت أعداد هائلة من السكان أغلبهم عائلات العسكريين والتجار الذين وجدوا في بشار مكان مناسب لممارسة نشاطهم وهو ما يبرره ارتفاع عدد السكان من حوالي 45 ألف عند الاستقلال إلى 171,724 نسمة عام 2009.

### الديموغرافيا
| السنة  | 1936  | 1954   | 1966   | 1977   | 1987    | 1998    | 2008    | 31/12/2009 |
| ------ | ----- | ------ | ------ | ------ | ------- | ------- | ------- | ---------- |
| السكان | 5.100 | 43.300 | 46.500 | 56.600 | 107.300 | 134٫500 | 165.627 | 171.724    |

### اللغة

خريطة تبين توزع اللهجات العربية والصحراوية بالأزرق الفاتح تظهر في جنوب غرب الجزائر وجنوب شرق المغرب

إن كان للسكان الأصليين (سكان القصر) خلفية بربرية، إلا أن اللغة العربية تبقى الأكثر تحدثاً والمستعملة في التخاطب في التجارة ومع الإدارات في المدينة لأن أغلب ساكنيها عرب ينحدر أغلبهم من القبائل البدوية التي كانت تسكن المنطقة (ذوي منيع وأولاد جرير والعمور...).
تضم اليوم اللهجة العربية المحلية عدة ألفاظ بربرية وفرنسية وإسبانية وغيرها لكن التطور السريع للسكان أوجد فجأة مجتمعات صغيرة تتكلم لهجات خاصة بها مثل القبائلية والشاوية والزناتية وتابلديت.

## الإدارة

خريطة الأقاليم الفرنسية بالجزائر (9A~9R) وأقاليم الصحراء 8A (الواحات) - 8B (الساورة) عام 1960.

بعد تعويض الأقاليم الجنوبية بالأقاليم الفرنسية بالصحراء عام 1957 أصبحت بشار مركز إقليم الساورة.
مع فجر استقلال الجزائر كان إقليم الساورة يتكون من دوائر بشار وبني عباس وأدرار والأبيض سيدي الشيخ، تيميمون وتندوف وهذا حتى عام 1974 أين أصدر التقسيم الإداري الجديد الذي قسم الإقليم إلى ولايتين:
- ولاية أدرار وتضم دائرة تيميمون
- ولاية بشار وتضم ما تبقى من الدوائر.

بعد التقسيم الإداري الجديد لعام 1984 أعطيت تندوف والبيض رتبة ولاية، وبقيت بني عباس دائرة رفقة عين الصفراء حتى عام 2009 حيث أدرجتا ضمن قائمة الولايات المنتدبة.

## الثقافة

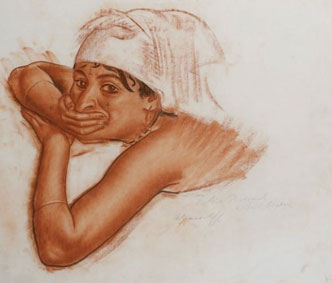
لوحة فاطمة في كولومب بشار (1925) للرسام الروسي ألكسندر ياكوفليف

من أهم الرسامين الذين اهتموا بمدينة بشار نجد ألكسندر ياكوفليف الروسي الأصل وهو صاحب لوحة فاطمة في كولومب بشار.
تتمتع مدينة بشار بموروث ثقافي وآثار قديمة يعود بعضها حتى إلى ما قبل التاريخ تتوزع على العديد من المتاحف غير المصنفة ويعتبر المتحف الجهوي بشار أحد أهم معالم المدينة وهو تحت إشراف وزارة الثقافة، وقد قرر إنشائه بتاريخ 21 جانفي 2010 .
أنجبت مدينة بشار العديد من المغنين والملحنين والفرق الموسيقية والإنشادية، نذكر على سبيل المثال لا الحصر علا الفوندو، قعدة ديوان بشار وفرقة الأشواق.

## اقتصاد المدينة
تقلصت نسبة البطالة من 9.25 بالمائة سنة 2010 إلى 7 بالمائة خلال سنة 2012. 98٪ من السكان في بشار موصولون بشبكة مياه الشرب و 95٪ مربوطون بنظام الصرف الصحي و 99٪ (تشمل 33.180 منازل) يحصلون على الكهرباء. تضم بشار ما مجموعه 33.245 منزلا منها 25.499 مأهولة وهو ما يعطي نسبة اشغال 6.5 نسمة لكل مبنى مسكون.
هناك 6 محطات خدمات وقود في البلدة.

### الفلاحة
تمثل الفلاحة نشاطاً اقتصادياً هاماً، فبلدية بشار تضم ما مجموعه 8.384 هكتار من الأراضي الصالحة للزراعة منها 5100 هكتار مسقية. هناك 109,000 شجرة نخيل مزروعة في البلدية تحتل 910 هكتار بالإضافة إلى محاصيل أخرى تشمل الخضروات والتين والحبوب واللوز.
عام 2009 كان هناك 19.067 من الأغنام و 16.664 من الماعز و 1.766 من الإبل و 444 من الأبقار، كانت هناك أيضا 126.000 دجاجة مقسّمة على 20 مبنى.

### الصناعة
بعد إصدار الحكومة نصوص تتضمن امتيازات وتحفيزات جبائية وشبه جبائية تصل إلى حد التنازل بالدينار الرمزي سجلت منطقة صناعـية في بشار عـلى مساحة 180 هكتارا وتأهيل منطقة نشاط ببشار مساحتها 80 هكتارا
أدى التطور العمراني السريع لمدينة بشار والمدن المجاورة إلى الزيادة في الطلب على المواد الأولية للبناء ومن أجل توفيرها برمجت الدولة مشاريع صناعية متعددة لتلبية متطلبات السوق المحلية وهي:
- مصنع الآجر: ومن المرتق أن يبدأ في الإنتاج مطلع 2013[22][31]
- مصنع الاسمنت: من المقرر أن يدخل هذا المصنع حيز الإنتاج في 2017 وسيوفر 500 منصب شغل مباشر و3500 منصب غير مباشر. في حين من المتوقع أن تبلغ طاقته الإنتاجية 5 ر1 مليون طن سنويا. سيكلف هذا المصنع الذي سيبنى بمطقة بن زيرق (50 كم عن بشار) 200 مليون أورو.[32]

كما برمج في إطار الصناعات الغذائية مصنع للحليب لتلبية حاجيات المنطقة من الحليب المبستر.
الصناعات الأخرى في المدينة تشمل مناجم الفحم وإنتاج الجلود والمجوهرات.

### التجارة
كانت التجارة الموازية بمدينة بشار تشكل عائقاً تنموياً كبيراً بسبب التهرب الضريبي بالإضافة إلى الاكتظاظ والإزدحام الذي يسببه التجار الموازين نتيجة احتلالهم للأرصفة ومن أشهر تكتلات التجارة الموازية التي بدأت في الظهور مطلع تسعينيات القرن العشرين نذكر:
- سوق بوهلال هو سوق شعبي لبيع الخضر بوسط المدينة.
- البراريك وهو سوق موازي كان يوجد بوسط مدينة بشار، تسبب نشاطه في سد الطريق المؤدية إلى جامع الشهداء.
- سوق تندوف هو امتداد لما يعرف بـ البراريك وهو سوق شعبي لتجارة القماش والالبسة والعطور القادم أغلبها من ولاية تندوف.[34]

البزارات وتقع عى مستوى شارع الأمير عبد القادر للالبسة والمؤكولات والافرشة اشهرها بزار مومن
إن عدد الباعة المقدر بـ 565 شكل عائقاً طيلة سنوات أمام إيجاد حل، لكن في عام 2012 وبعد تخصيص السلطات المحلية لـ 8 مليارات سنتيم من أجل تهيئة فضاءات تجارية لائقة أدى إلى غلق تلك الفوضوية. تتوفر مدينة بشار اليوم على العديد من الأسواق ومراكز التسوق نذكر منها:
- السوق المغطى وهو سوق مغطى لتجارة الخضر بوسط المدينة يقع قرب مقر الولاية[35]
- الشارع الرئيسي وبه مراكز أغلب البنوك والمؤسسات المالية والتجارية بالإضافة إلى كثافة عالية للمحلات ويمتد من ساحة النافورة إلى محطة القطار.

### السياحة
هناك بعض النشاط السياحي في المدينة إذ تضم 10 فنادق وتمثٌل الكثبان الرملية وواحات النخيل والقصر القديم والقلعة القديمة مناطق للجذب السياحي.

## النقل

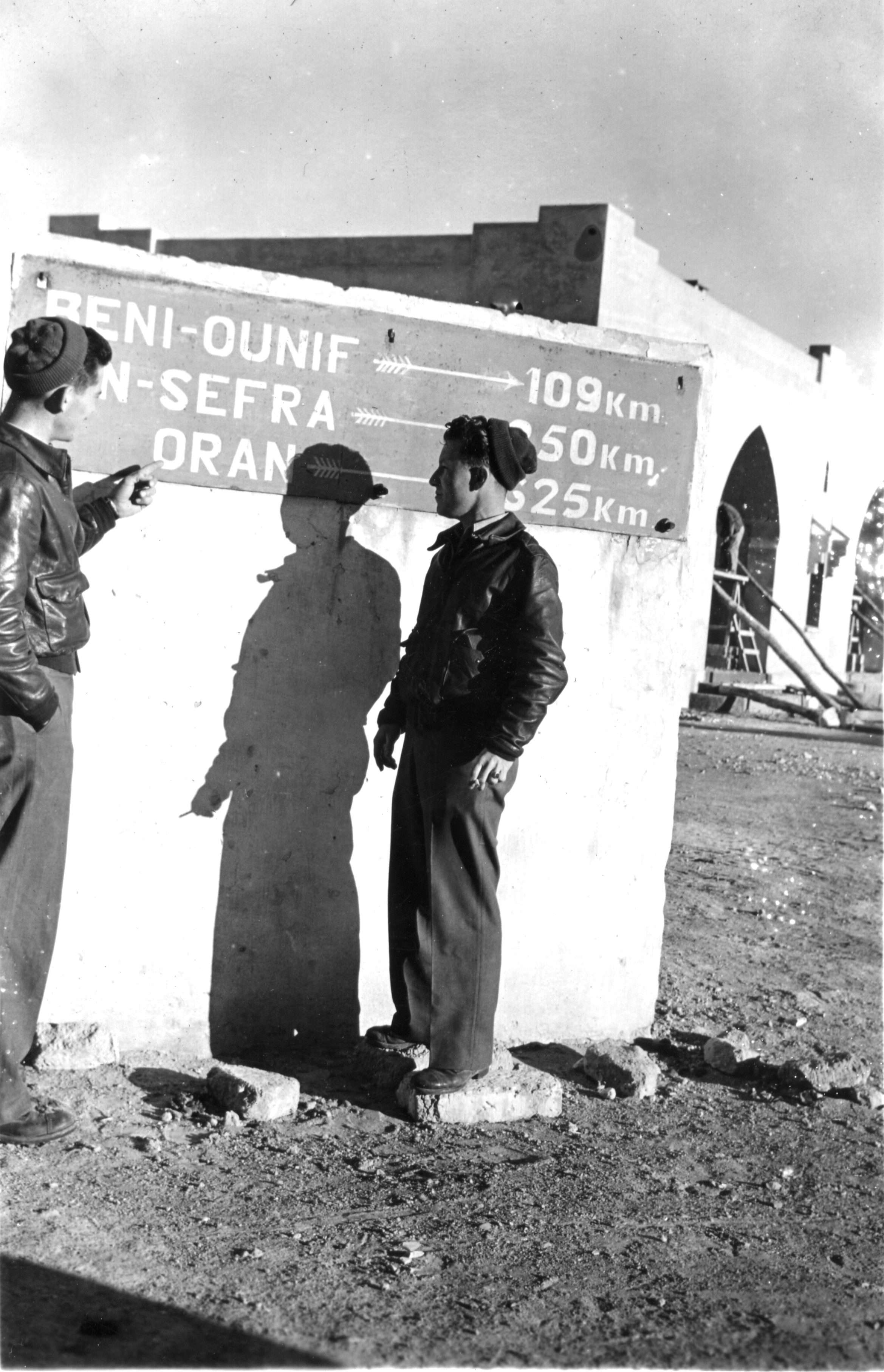
معمرين فرنسيين يقفان أمام لوحة إرشادية تبين بعد بعض المدن عن بشار (بداية الأربعينيات)

النقل الجوي تمتلك بشار مطار يقع 5 كلم شمال-غرب المدينة تضمن الخطوط الجوية الجزائرية رحلات باتجاه الجزائر العاصمة ووهران وغرداية. هذا المطار مزود بمكيف مركزي ونظمت منه رحلات مباشرة للحجاج (منذ 1997)
نقل بالحافلات يخترق مدينة بشار الطريق الوطني 6 (RN 6) الملقب ب «طريق الواحات» الذي يربط بلدة سيق في شمال-غرب الجزائر بتيمياوين في أقصى جنوب الجزائر على الحدود مع مالي عبر بشار وأدرار.
- مؤسسة النقل الحضري ببشار: تتوفر هذه المؤسسة على 15 حافلة تخدم 7 خطوط نقل، ومن المرتقب أن يزيد هذا العدد ليصل إلى 30 حافلة.[39]

سكك الحديد وفرت خدماتها محطة سكة حديد ذات المقياس الضيق للـ SNTF والتي تم في عام 2008 استبدالها بخط سكة حديد بمقياس معياري. من عام 1941 إلى عام 1963 كانت مربوطة بواسطة سكة الحديد من البحر الأبيض المتوسط إلى النيجر.
في عام 2010 تم افتتاح خط السكك الحديدية وهران-بشار بطول 700 كم. هذا الخط سمح بفتح أفق جديد لجنوب غرب الجزائر وذلك بإبراز التبادلات التجارية بين شمال وجنوب الجزائر.
مشروع الترام انطلقت دراسة الجدوى لإنشاء خط للنقل بالترام بالمدينة باعتبارها عاصمة للجنوب الغربي للبلاد .

## التعليم

### التعليم العادي
تسهر مديرية التربية لولاية بشار على تأطير التعليم بالمدينة وذلك بضمان جميع الإمكانيات المادية والمعنوية، هناك 68 مدرسة ابتدائية في بشار تضم 777 فصل دراسي منها 581 قيد الاستخدام، يرتادها ما مجموعه 33.511 تلميذ. بالإضافة إلى 26 متوسطة تضمن التكوين الأساسي متوزعة على كامل أرجاء المدينة و9 ثانويات أشهرها الرائد فراج وأبي الحسن الأشعري بالإضافة إلى متقنتي أبي بكر الرازي والبيروني وهما الوحيدتين على مستوى الولاية.
8.3 ٪ من السكان لهم مستوى جامعي و23.0 ٪ حصلوا على التعليم الثانوي. معدل الإلمام بالقراءة والكتابة عموما هو 86.4٪ وهو 91.4٪ بين الذكور و81.4٪ بين الإناث.

### التكوين والتعليم المهنيين
يتاح لطلبة قطاع التكوين المهني بمدينة بشار والذين يعدون بالآلاف التكوين في عشرات التخصصات وذلك حسب رغبتهم ومستواهم الدراسي، تضم مدينة بشار ثلاث مراكز للتكوين المهني وهي:
- مركز التكوين المهني زاوي محمد: ويقع بشارع الرائد جغري البرقة.
- مركز التكوين المهني دحماني سليمان: وريقع بشارع المسابح.
- مركز التكوين المهني شطيط مباركة: ويقع بحي الإنارة ببشار الجديد.

### التعليم العالي

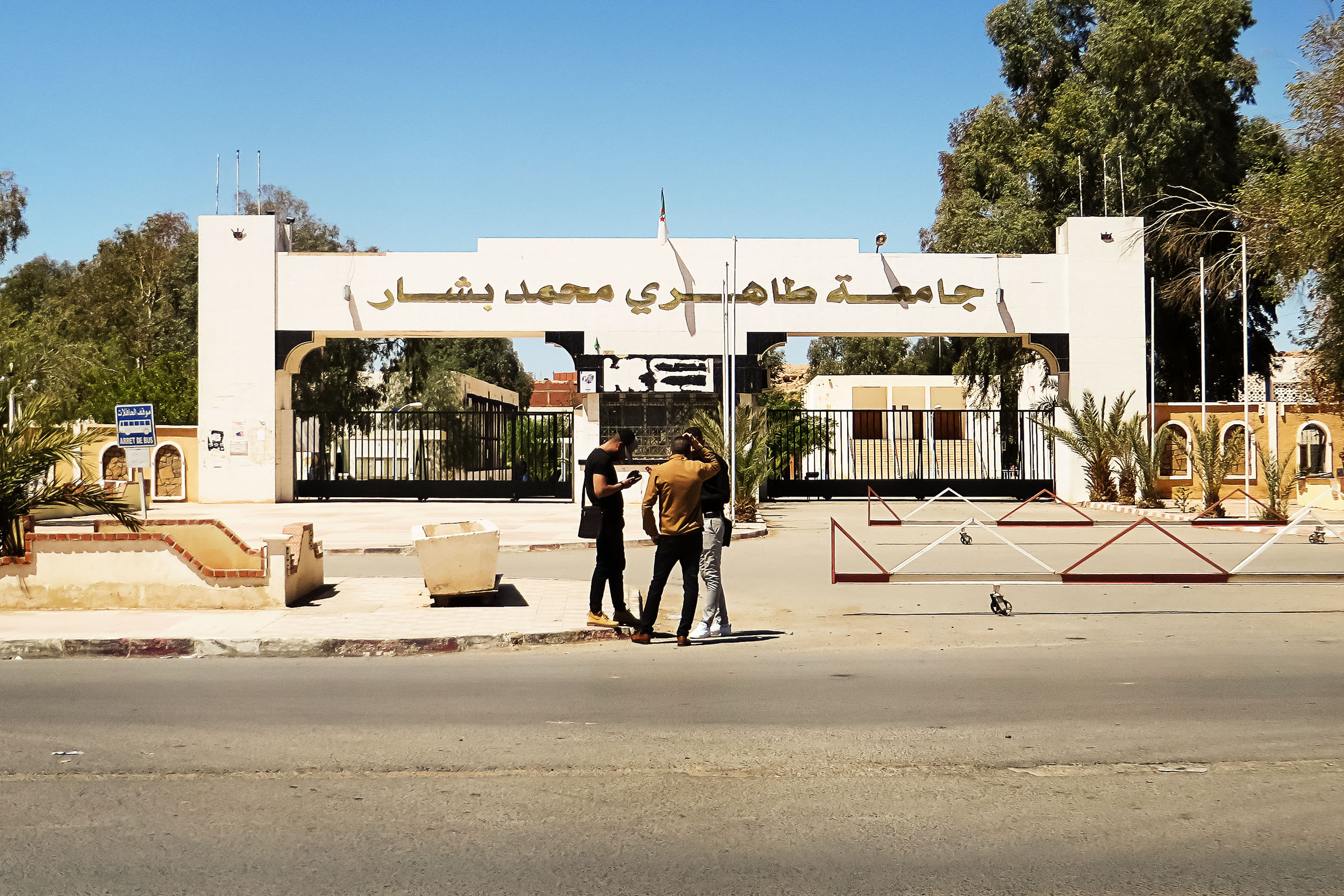
جامعة ظاهري محمد

تعد جامعة بشار الوحيدة على مستوى المدينة وتضم كليات:
- كلية الأدب واللغات والعلوم الإنسانية والاجتماعية.
- كلية اقتصاد وتسيير وتجارة.
- كلية العلوم والتقنية.
- كلية حقوق وعلوم سياسية.
- كلية للبيولوجيا
- كلية للطب فتحت أبوابها سنة 2014.

## الرياضة

الشعار الرسمي لفريق شبيبة الساورة.

كرة القدم: تضم مدينة بشار عدة أندية لكرة القدم تحمل في الغالب أسماء الأحياء من أمثال اتحاد بشار الجديد، مولودية الدبدابة، وفاق بشار وشبيبة بشار، لكن أهم الأندية بالمدينة يبقى شبيبة الساورة الذي يحمل اسم المنطقة ككل وهو ماجعله يكسب أكبر نسبة من المشجعين خاصة بعد صعوده إلى الدوري الجزائري الأول لكرة القدم، يشتكي الفريق منذ صعوده إلى القسم الأول من ما يسميه مؤامرات لإسقاطه وهو ما ترجمته الأنصار بأعمال احتجاجية متكررة.
كرة اليد: تضم المدينة عدة أندية لكرة اليد إلا أن هذه الأخيرة لم تحقق نتائج ملحوظة مثل نظيراتها في كرة القدم رغم الجهود المبذولة. وربما يبقى ضعف التمويل السبب الرئيس لأن المدينة أنجبة من لاعبي كرة اليد من لهم مستوى دولي من امثال حارس المنتخب الوطني السابق توفيق حاكم.
كما أنجبت المدينة العديد من الرياضيين في ميادين مختلفة من أمثال العدائة تهامي نهيضة.
تتمتع البنية التحتية الرياضية لمدينة بشار بتعدد هياكلها خصوصاً الملاعب الجوارية المتعددة الرياضات بالإضافة إلى المسبح النصف أولمبي ببشار الجديد وملعب كرة القدم 20 أوت 1955 المعشوشب صناعياً وهو ملعب فريق شبيبة الساورة.

## المرافق الدينية
تضم مدينة بشار 27 مسجد جامع نشط و 19 مسجد قيد البناء بالإضافة إلى معبد يهودي وكنيسة مسيحية أما تاريخياً فهي تضم أربع مساجد هي:
- مسجد القصر القديم بشار
- مسجد الدبدابة
- مسجد بشار الجديد
- مسجد بشار

## توئمة
- نانت، فرنسا منذ 1996.[57]
- ديجون، فرنسا.[58]

## شخصيات المدينة المشهورة
شهداء

علا الفوندو موسيقار بشار المشهور

- حركاتي مصطفى أحد شهداء الثورة (أعدم بالمنيعة)

أئمة
- الشيخ تهامي بن التهامي إمام مسجد علي بن أبي طالب وناظر الشؤون الدينية لولاية الساورة.
- الشيخ محمد المهدي عباسي مقدم الزاوية الزيانية ببشار وناظر الشؤون الدينية بها.

سياسيون
- محمد صديقي رجل سياسة اشتهر باللجنة الوطنية لمراقبة الانتخابات.
- مصطفى أحمد حمليلي

رياضيون
- عمر سليمي لاعب كرة قدم جزائري
- مصطفى جليط لاعب كرة قدم جزائري
- تهامي نهيضة عدائة.
- توفيق حاكم حارس المنتخب الوطني لكرة اليد.

أدباء
- فيلالي حسين كاتب وصحفي وأستاذ جامعي
- ياسمينة خضراء كاتب وتبلغ شهرته حد العالمية حيث تترجم وتباع كتبه في 25 بلد حول العالم.
- محمد ولد الشيخ[59]
- عبدون محمد إسماعيل
- تياري غالديانو
- صديقي جيلالي
- بيار رابحي مخترع وعالم زراعة وفيلسوف

فنانون ومغنون
- سعاد عسلة
- علا الفوندو
- الحاج محمد بلكبير
- الحاج العربي تيوتي